# Opuntia anacantha

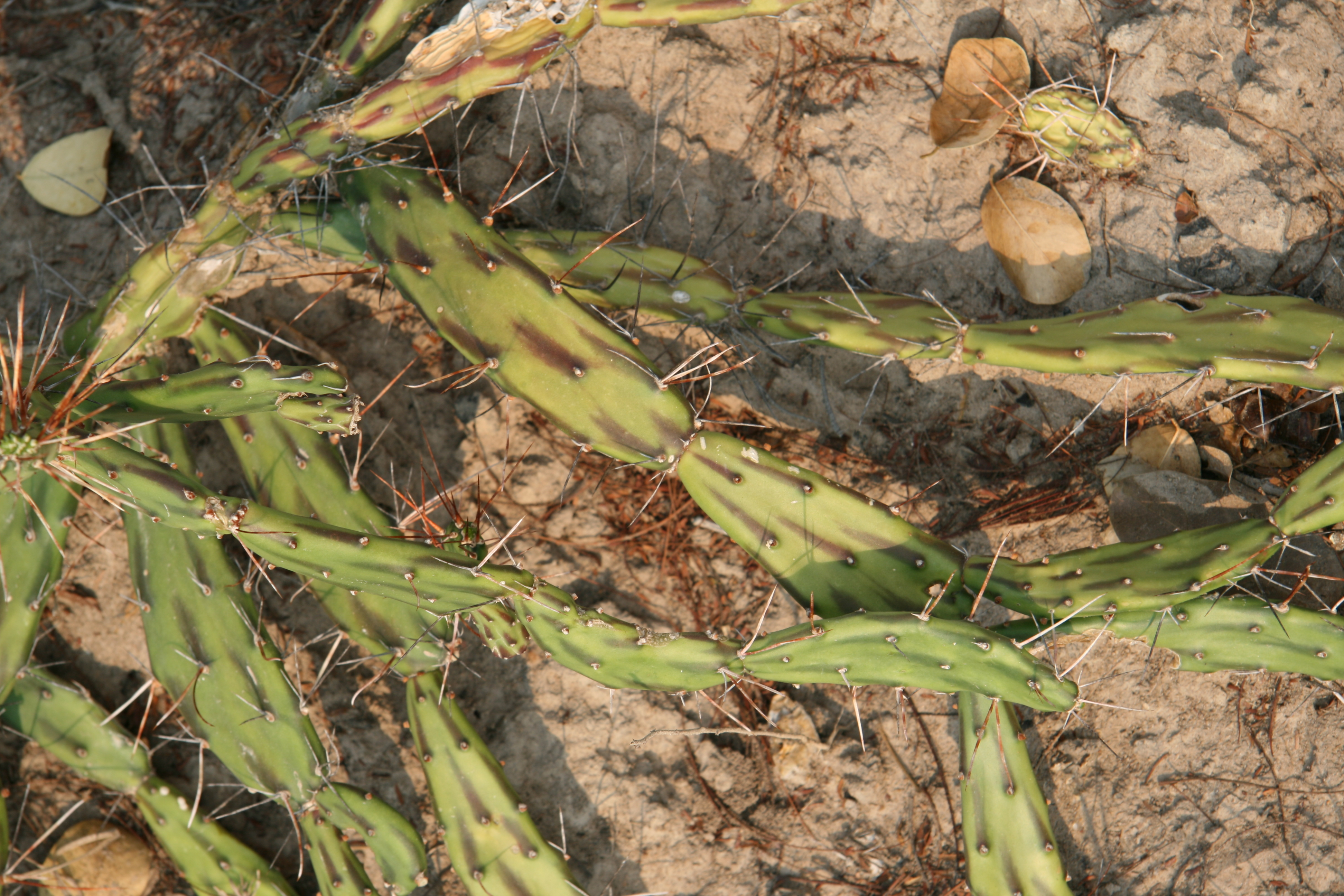
Opuntia anacantha var. retrorsa

Opuntia anacantha ist eine Pflanzenart in der Gattung der Opuntien (Opuntia) aus der Familie der Kakteengewächse (Cactaceae). Das Artepitheton anacantha leitet sich von den griechischen Worten an- für ‚ohne‘ sowie akanthos für ‚Dorn‘ ab und verweist auf das Fehlen von Dornen auf den Trieben der Art.

## Beschreibung
Opuntia anacantha wächst strauchförmig, ist ausgestreckt und gelegentlich mit Hilfe von Adventivwurzeln aufsteigend bis kletternd. Sie bildet bis zu 2,5 Meter breite niedrige Haufen mit Wuchshöhen von bis zu 60 Zentimetern. Die flachen, schmalen, häufig lanzenförmig bis elliptischen Triebabschnitte sind leuchtend dunkelgrün. Sie sind 15 bis 40 Zentimeter lang und 3,5 bis 7 Zentimeter breit. Aus den kleinen Areolen entspringen zwei bis vier ungleiche Dornen, die auch fehlen können. Sie sind weißlich und 4 bis 6 Zentimeter lang.
Die gelblich orangen bis orangen Blüten erreichen Durchmesser von 3 bis 4 Zentimeter und eine Länge von bis zu 4 Zentimetern. Die fein behaarten Früchte sind rot bis violett-purpur und bis zu 5 Zentimeter lang.

## Verbreitung, Systematik und Gefährdung
Opuntia anacantha ist im Norden von Argentinien und in Bolivien in Höhenlagen von bis zu 1000 Metern verbreitet. Pierre Braun und Eddie Esteves fanden die Art 2007 erstmals in Brasilien.
Die Erstbeschreibung wurde 1904 von Carlos Luis Spegazzini veröffentlicht.
Es werden folgende Varietäten unterschieden:
- Opuntia anacantha var. anacantha
- Opuntia anacantha var. kiska-loro (Speg.) R.Kiesling
- Opuntia anacantha var. retrorsa (Speg.) R.Kiesling
- Opuntia anacantha var. utkilio (Speg.) R.Kiesling

In der Roten Liste gefährdeter Arten der IUCN wird die Art als „Least Concern (LC)“, d. h. als nicht gefährdet geführt. Die Entwicklung der Populationen wird als stabil angesehen.

## Nachweise